# Гемостаз

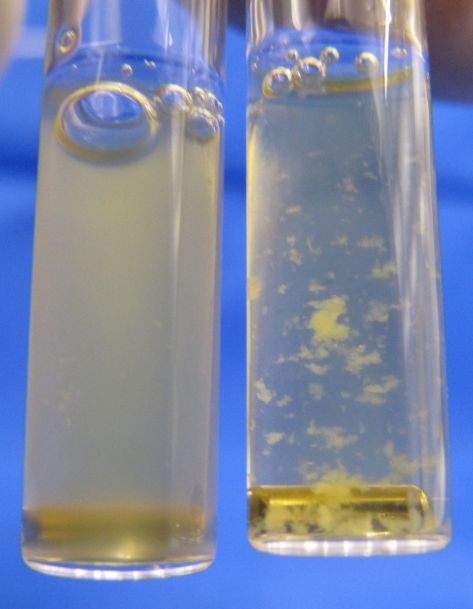
Плазма крови человека до и после процесса агрегации тромбоцитов

Гемоста́з (от др.-греч. αἷμα, αἷματος — кровь и греч. στάσις — «стоящий неподвижно») — свойство крови в организме, заключающееся в сохранении своего жидкого состояния, остановке кровотечений при повреждениях стенок сосудов и растворении тромбов, выполнивших свою функцию.

## Механизмы гемостаза
Различают три основных механизма остановки кровотечения при повреждении сосудов, которые в зависимости от условий могут функционировать одновременно, с преобладанием одного из них:
1. Сосудисто-тромбоцитарный гемостаз, обусловленный спазмом сосудов и их механической закупоркой агрегатами тромбоцитов. На обнажившихся в результате повреждения стенках сосуда коллагеновых молекулах происходит адгезия (прилипание), активация и агрегация (склеивание между собой) тромбоцитов. При этом образуется тромб с преобладанием тромбоцитов, так называемый «белый тромб».
2. Коагуляционный гемостаз (Свёртывание крови) запускается тканевым фактором из окружающих повреждённый сосуд тканей, и регулируемый многочисленными факторами свёртывания крови. Он обеспечивает плотную закупорку повреждённого участка сосуда фибриновым сгустком — это так называемый «красный тромб», так как образовавшаяся фибриновая сетка включает в себя клетки крови эритроциты. Раньше сосудисто-тромбоцитарный гемостаз называли первичным, коагуляционный вторичным, так как считалось, что эти механизмы последовательно сменяются, в настоящее время доказано, что они могут протекать независимо друг от друга.
3. Фибринолиз — растворение тромба после репарации (ремонта) повреждённой стенки сосуда.

Конечным итогом работы свёртывающей системы крови является превращение фибриногена в волокна фибрина под действием тромбина. Установлено, что любой сгусток, который образуется в сосудах, в том числе в артериях, является тромбоцитарно-фибриновым. Тромбоциты играют важную роль в восстановлении стенок сосуда: из тромбоцитов, участвующих в образовании сгустка, выделяется большое количество активных веществ. В числе прочих выделяется фактор роста тромбоцитов (англ. Platelet-derived growth factor, PDGF) — сильный стимулятор восстановления тканей. Завершающий этап работы системы гемостаза — фибринолиз. Система фибринолиза разрушает фибриновый сгусток по мере того, как повреждённый сосуд восстанавливается, и необходимость в наличии сгустка пропадает.

## Методы остановки
Остановка кровотечения является важным элементом оказания как доврачебной, так и квалифицированной врачебной помощи. Адекватное прекращение кровопотери зачастую позволяет спасти жизнь человека, предотвращая развитие шока, облегчая последующее выздоровление. Также без адекватного гемостаза невозможно успешное проведение хирургических операций.
Первой задачей при обработке любой значительно кровоточащей раны является остановка кровотечения. Действовать при этом следует быстро и целенаправленно, так как значительная потеря крови при травме обессиливает пострадавшего и даже представляет собой угрозу для его жизни. Если удастся предотвратить большую кровопотерю, то это намного облегчит обработку раны и специальное лечение пострадавшего, уменьшит последствия травмы и ранения.
При капиллярном кровотечении потеря крови сравнительно небольшая, его можно назвать неопасным. Такое кровотечение можно быстро остановить, наложив на кровоточащий участок чистую марлю. Поверх марли кладут слой ваты и рану перевязывают. Если в распоряжении нет ни марли, ни бинта, то кровоточащее место можно перевязать чистым носовым платком (или другой чистой тканью). Накладывать прямо на рану мохнатую ткань нельзя, так как на её ворсинках находится большое количество бактерий, которые вызывают заражение раны. По этой же причине непосредственно на открытую рану нельзя накладывать и вату.
Опасным моментом венозного кровотечения, наряду со значительным объёмом потерянной крови, является то, что при ранениях вен, особенно шейных, может произойти всасывание воздуха в сосуды через повреждённые ранами места. Проникший в сосуд воздух может затем попасть и в сердце. В таких случаях возникает смертельное состояние — воздушная эмболия.

### Временная остановка кровотечения
1. Сдавление в ране:
  - Давящая повязка;
  - Тугое тампонирование.
2. Остановка положением:
  - Шина (медицина);
  - Иммобилизация (шинирование);
  - Возвышенное положение конечности.
3. Прижатие на протяжении:
  - Пальцевое;
  - Валиками с максимальным сгибанием конечности;
  - Прижатие в местах сгиба, где артерия на поверхности;
  - Наложение жгута.
4. Термическая остановка:
  - Низкой температурой[1];
  - Высокой температурой (диатермокоагуляция).

### Окончательная остановка кровотечения
- механические — наложение швов, лигатур;
- термические — различные методы коагуляции;
- химические — воздействие химически активными веществами;
- биологические — тампонада собственными тканями или трансплантатом[2][3].

## Тактика оказания первой помощи
Человек, оказывающий помощь, оценивает объём и интенсивность кровопотери. В зависимости от этого и от наличия или отсутствия необходимых материалов определяется оптимальный способ остановки кровотечения. В случае оказания первой помощи при повреждении крупных магистральных сосудов или если возможно внутриполостное кровотечение, пострадавшего следует максимально быстро доставить в медицинское учреждение для оказания ему квалифицированной медицинской помощи.
При оказании первой помощи следует помнить, что методы временной остановки кровотечения без опасности для здоровья могут быть использованы только непродолжительное время. При поражении крупных магистральных сосудов требуется обязательная квалифицированная медицинская помощь.

## Тактика остановки кровотечения в стационаре
После проведения мероприятий по временной остановке кровотечения оценивается характер и причина кровотечения и принимается решение о необходимости применения методов окончательной остановки кровотечения.
При кровотечении из небольших сосудов, не возобновившемся после прекращения действия временных методов остановки кровотечения, нет необходимости в проведении окончательного гемостаза.
В случае повреждения крупных сосудов, наличии полостного кровотечения, обширных или глубоких ран следует провести окончательный гемостаз для надёжного прекращения кровопотери.